# Elezioni parlamentari in Iran del 1988
Le elezioni parlamentari in Iran del 1988 si tennero l'8 aprile e il 13 maggio per il rinnovo dell'Assemblea consultiva islamica e videro la vittoria della Società dei Chierici Militanti di Mehdi Karoubi.

## Contesto
I cittadini con diritto di voto erano 27.986.736; andarono alle urne in 16.714.281, pari ad un'affluenza del 59,72%. Si candidarono 1.999 cittadini e il 70,88% di essi (1.417) fu dichiarato eleggibile. Si candidarono 37 donne e 4 furono elette.